# Entomobryinae
Entomobryinae zijn een onderfamilie van springstaarten binnen de familie van Entomobryidae en telt 15 geslacht en 457 soorten.

## Geslachten
- Botryanura (1 soort)
- Calx (4 soorten)
- Coecobrya (40 soorten)
- Deuterosinella (1 soort)
- Drepanura (30 soorten)
- Entomobrya (244 soorten)
- Entomobryoides (10 soorten)
- Himalanura (13 soorten)
- Homidia (45 soorten)
- Isotobrya (2 soorten)
- Marginobrya (1 soort)
- Mesentotoma (6 soorten)
- Permobrya (1 soort)
- Prodrepanura (3 soorten)
- Sinella (56 soorten)